# Тітас Крапікас
Тітас Крапікас (лит. Titas Krapikas; нар. 3 січня 1999, Каунас) — литовський футболіст, воротар італійського клубу Мессіна. Грав за молодіжну збірну Литви.

## Життєпис
Народився в Каунасі. У 16 років потрапив у молодіжну команду «Сампдорію» з Генуї.
Виступаючи за «Сампдорію» з Генуї, отримував 18 000 євро за сезон, маючи найменшу зарплату в італійській Серії А. 28 червня 2019 року на сайті ФК «Спеція» опублікували повідомлення, що Тітас Крапікас уклав трирічну угоду з цим клубом (з можливістю її продовження ще на два сезони), яка почала діяти 1 липня цього року.
2 вересня 2021 року уклав трирічну угоду з друголіговою «Тернаною».

## Виступи за збірні
2015 року дебютував у складі юнацької збірної Литви (U-17), загалом на юнацькому рівні взяв участь у 12 іграх, пропустивши 17 голів.
Протягом 2017–2021 років залучався до складу молодіжної збірної Литви. На молодіжному рівні зіграв у 21 офіційному матчі, пропустив 23 голи. Був капітаном команди.
У травні 2021 року отримав свій перший виклик до національної збірної Литви.

## Статистика виступів

### Статистика клубних виступів
Станом на 18 липня 2021
| Сезон             | Команда           | Чемпіонат         | Чемпіонат | Чемпіонат | Національний кубок | Національний кубок | Національний кубок | Континентальні кубки | Континентальні кубки | Континентальні кубки | Інші змагання | Інші змагання | Інші змагання | Усього | Усього |
| Сезон             | Команда           | Ліга              | Ігор      | Голів     | Ліга               | Ігор               | Голів              | Ліга                 | Ігор                 | Голів                | Ліга          | Ігор          | Голів         | Ігор   | Голів  |
| ----------------- | ----------------- | ----------------- | --------- | --------- | ------------------ | ------------------ | ------------------ | -------------------- | -------------------- | -------------------- | ------------- | ------------- | ------------- | ------ | ------ |
| 2019–20           | «Спеція»          | B                 | 6         | -12       | КІ                 | 2                  | -1                 |                      | -                    | -                    |               | -             | -             | 8      | -13    |
| 2020–21           | «Спеція»          | A                 | 0         | 0         | КІ                 | 4                  | -6                 |                      | -                    | -                    |               | -             | -             | 4      | -6     |
| 2021–22           | «Тернана»         | B                 | 0         | 0         | КІ                 | 0                  | 0                  | -                    | -                    | -                    | -             | -             | -             | 0      | 0      |
| Усього за кар'єру | Усього за кар'єру | Усього за кар'єру | 6         | -12       |                    | 6                  | -7                 |                      | -                    | -                    |               | -             | -             | 12     | –      |